# Roncus giachinoi
Espèce
Roncus giachinoi est une espèce de pseudoscorpions de la famille des Neobisiidae.

## Distribution
Cette espèce est endémique d'Acarnanie en Grèce. Elle se rencontre sur le Serekas dans la grotte Megalo Spilio.

## Description
Le mâle paratype mesure 3,3 mm et les femelles de 3,3 à 4,1 mm.

## Étymologie
Cette espèce est nommée en l'honneur de Pier Mauro Giachino.

## Publication originale
- Mahnert & Gardini, 2014 : Cave-inhabiting pseudoscorpion species of the genus Roncus (Pseudoscorpiones: Neobisiidae) from western Greece, including the Ionian Islands. Arachnologische Mitteilungen, vol. 48, no , p. 28-37 (texte intégral).